# Lethrus acutangulus
Lethrus acutangulus är en skalbaggsart som beskrevs av Ernst Ballion 1870. Lethrus acutangulus ingår i släktet Lethrus och familjen tordyvlar. Inga underarter finns listade i Catalogue of Life.